# 大岩ピュン
大岩 ピュン（おおいわ ぴゅん）は日本の漫画家、イラストレーター。女性。ひらがな表記のおおいわぴゅん、本名の大井知美（おおい ともみ）名義で作品を発表する事もある。新潟県長岡市出身で現在は伊豆大島(東京都大島町)在住。夫は脚本家の故・おおいとしのぶ。ペンネームの由来は『ざわざわ森のがんこちゃん』のオープニングテーマの歌詞の一部を引用したもの。
小学生時代に藤子不二雄の影響で漫画を描き始めた。東京写真専門学校映画科卒業後、CM制作会社、玩具店勤務を経て、1990年「快傑朝刊小僧」（フロム・エー）で漫画家デビュー。
現在は主に学習漫画・学習雑誌や児童向け小説の挿絵などで活動しているが、過去にはレディースコミックを描いていた事もある。

## 作品
学研 まんがでよくわかるシリーズ ※全て図書館向けのため非売品
- 『塩のひみつ』
- 『テレビゲームのひみつ』
- 『漢検のひみつ』
- 『みそのひみつ』
- 『はたらくロボットのひみつ』
- 『3Dプリンターのひみつ』
- 『氷のひみつ』

学研まんが 新ひみつシリーズ
- 『星座と星うらないのひみつ』
- 『地球のひみつ』

ドラえもんの学習シリーズ
- 『ドラえもんの小学校の勉強おもしろ攻略 頭を楽しくきたえる！推理クイズ』（藤子・F・不二雄キャラクター原作 藤子プロまんが監修・小学館）- まんが
- 『ドラえもんの社会科おもしろ攻略　のび太と行く世界歴史探検 ２』（藤子・F・不二雄キャラクター原作 小西聖一シナリオ）- まんが
- 『ドラえもんの国語おもしろ攻略　四字熟語がわかる』（藤子プロ監修 秋山哲茂シナリオ）- 画
- 『ドラえもんの国語おもしろ攻略　』（藤子プロ監修 秋山哲茂シナリオ）- 画

その他
- 『アメ小ガーディアンズ』 - Z会6年生会員向け情報誌「Zパル」にて連載
- 『ようかいむかし話』シリーズ（藤田晋一・金の星社） - 挿絵 ※大井知美名義
- 『マリア探偵社』シリーズ（川北亮司・理論社フォア文庫） - 挿絵 ※大井知美名義
- 『ラブユニット』シリーズ（川北亮司・金の星社フォア文庫） - 挿絵 ※大井知美名義
- 『パイレーツ・スクール』シリーズ（ブライアン・ジェームズ著・中井はるの訳・ポプラ社） - 挿絵
- 『まんが アッ!とおどろく科学手品』（川北亮司原作・金の星社）
- 『まんが 小さな宇宙! からだのふしぎ』（川北亮司原作・金の星社）
- 『まんが ふしぎ発見! 昆虫ワールド』（藤田晋一原作 海野和男監修・金の星社）
- 『おやこ忍者、ただいま参上!「ややこ姫をすくえ」の巻』（早野美智代・学研） - 作画
- 『見たい聞きたい恥ずかしくない! 性の本 男の子の心とからだ』（WILLこども知育研究所・金の星社） - 作画
- 『こども健康ずかん メリハリ生活』（大津一義・少年写真新聞社） - 漫画・挿絵 ※図書館向けのため非売品
- 『4コママンガ笑スタジアム CAPCOM VS.SNK MILLENNIUM FIGHT 2000』シリーズ（アンソロジー・宙出版） - 寄稿
- 『4コママンガ笑スタジアム ザ・キング・オブ・ファイターズ2000』シリーズ（アンソロジー・宙出版） - 寄稿
- 『4コママンガ笑スタジアム スーパーロボット大戦α』シリーズ（アンソロジー・宙出版） - 寄稿